# 越水遥
越水 遥（こしみず はるか、1998年〈平成10年〉8月6日 - ）は、日本の弁護士、タレント。
越水法律事務所代表弁護士。第一東京弁護士会所属。ジャストプロ所属。血液型B型。千葉県出身。

## 経歴
千葉県で誕生。父の仕事の転勤に伴い、生後2ヶ月から2年間、アメリカ合衆国マサチューセッツ州ボストンで暮らし、その後、10歳までの8年間は、イギリスのロンドンで暮らした。小学校4年生の夏に日本に帰国し、以後は日本で暮らしている。
小学校は地元の公立小学校に通った。2011年4月、市川中学校に入学し、2014年4月、市川高等学校に入学した。中学1年次で実用英語技能検定1級に合格し、高校3年次に駿台模試の英語で偏差値90超えを叩き出し、TOEIC990点も取得。2017年4月、現役で東京大学文科一類に入学。法学部3年次で司法試験予備試験に合格、4年次で司法試験に合格した。2021年に東京大学法学部を卒業し、裁判官への任官も迷ったが、司法修習を経て、西村あさひ法律事務所で弁護士として勤務し、主にIPO、ファイナンス、企業買収の企業法務を担当。2024年に独立、越水法律事務所を開設。同時にジャストプロに所属。日本でタレントとしてテレビ番組に出演。

## 出演番組

### テレビ番組
- 『Qさま!!』（テレビ朝日）
- 『呼び出し先生タナカ』（フジテレビ）
- 『今田耕司のネタバレMTG』（読売テレビ）
- 『よんチャンTV』（MBSテレビ）